# Carlo Felice di Savoia
(Claude-François de Thiollaz al funerale di Re Carlo Felice di Savoia)
Carlo Felice di Savoia (Torino, 6 aprile 1765 – Torino, 27 aprile 1831) fu re di Sardegna, duca di Savoia, e sovrano dello Stato sabaudo dal 1821 fino alla sua morte.
Era il quinto figlio maschio di Vittorio Amedeo III di Savoia e Maria Antonietta di Spagna. Ebbe come nonni materni Filippo V di Spagna ed Elisabetta Farnese. Morto nel 1831 senza figli, fu l'ultimo sovrano del ramo originario della dinastia Savoia, che si estinse con lui, prima dell'ascesa del ramo cadetto dei Carignano.

## Biografia

### Infanzia e giovinezza

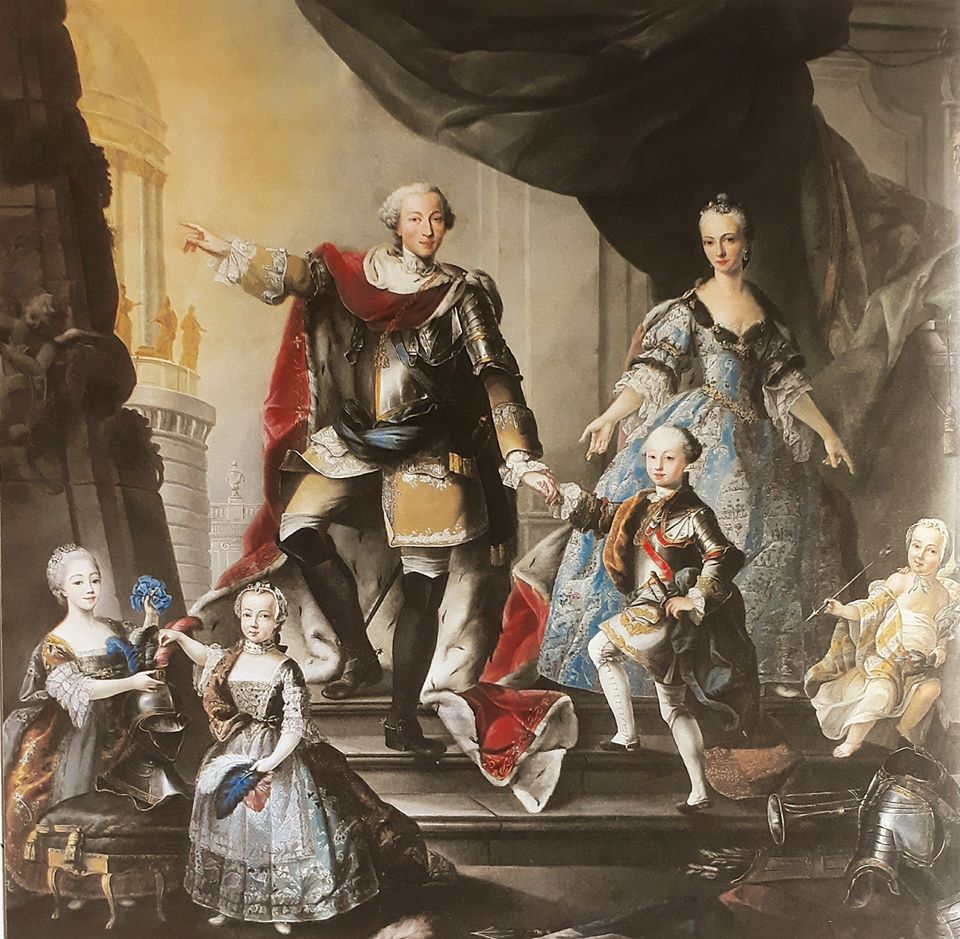
La famiglia di Vittorio Amedeo III, di Giuseppe Duprà (Torino, Palazzo Reale)

Carlo Felice, quale fratello minore di Carlo Emanuele e Vittorio Emanuele, non era destinato alla successione al trono. Egli trascorse la sua infanzia con la sorella Maria Carolina e il fratello minore Giuseppe Benedetto Placido, conte di Moriana, nella residenza paterna di Moncalieri.
Sin da giovane Carlo Felice mostrò un carattere assai complesso: da un lato, coerente e inflessibile, chiuso, diffidente, impulsivo se non suscettibile e vendicativo, dall'altro onesto, sincero, capace di commozione e di tenerezza; era di mente perspicace, a tratti anche ironico, ma privo di duttilità. Possedeva una concezione quasi sacrale della monarchia.
Il padre con lettere patenti del 3 giugno 1785 gli assegnò un appannaggio costituito dalla città di Carmagnola, di cui fu investito del titolo di principe e dal marchesato di Bourg-Saint-Maurice in Tarantasia, devoluto alla Corona per l'estinzione della famiglia Chabod nel 1780.

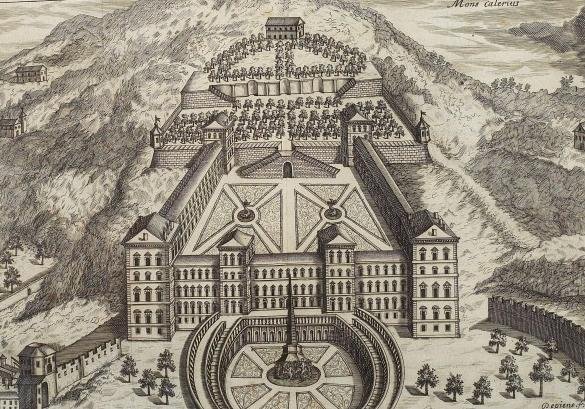
Il castello di Moncalieri in una stampa del XVII secolo. Qui Carlo Felice visse i primi anni della sua vita.

Negli anni a cavallo tra la Rivoluzione francese e la campagna napoleonica d'Italia, Carlo Felice fece parte insieme ai fratelli Vittorio Emanuele, duca d'Aosta, alla di lui moglie Maria Teresa d'Asburgo-Este, Maurizio Giuseppe, duca del Monferrato, e Giuseppe Placido, conte di Moriana, di una vera e propria "corte parallela" che si contrapponeva alla cerchia riunita attorno al Principe di Piemonte, Carlo Emanuele.
In questo periodo, infine, Carlo Felice iniziò la compilazione del suo diario personale, importante fonte primaria sulle vicende e sui contrasti in seno alla corte dei Savoia.

### Campagna d'Italia
Scoppiata la guerra con la Francia, pur avendo ricevuto una certa educazione militare, Carlo Felice non si distinse, tuttavia, né come soldato né come trascinatore. Infatti, nel 1792, dopo l'occupazione francese del ducato di Savoia e del contado di Nizza, seguì le truppe a Saluzzo e nel 1793 accompagnò il padre (che in concomitanza con gli Austriaci del generale Joseph Nikolaus De Vins dirigeva le operazioni per la riconquista di Nizza e Savoia) nella Valle di Susa, a Pinerolo, a Cuneo e a Tenda.
In ogni caso, il principe si mantenne assai distante dal fronte: l'8 settembre seguì il combattimento del colle di Rauss, nella primavera del 1794, dopo aver raggiunto ad Aosta il fratello duca del Monferrato, si diresse, accompagnato dal fratello conte di Moriana, a Morgex, allo scopo di riconquistare alcune posizioni di rilevante importanza strategica, ma non ottenne alcun risultato.
Minacciato all'interno dal pericolo della rivoluzione (nel 1794 furono scoperte due congiure giacobine) e compromesso sul piano estero dal disastroso trattato di Valenciennes (23 maggio 1794), il Piemonte fu infine travolto dall'armata napoleonica.
Fu in questi anni convulsi che Carlo Felice acquistò dal Demanio per 1.000.000 di lire piemontesi il feudo di Govone in solido con il fratello Giuseppe Placido, conte di Moriana, venendone infeudato il 24 aprile 1795 e investito con il titolo di marchese con lettere patenti del 29 aprile 1795.
Il 28 aprile 1796 Vittorio Amedeo III di Savoia fu, infine, costretto a firmare l'armistizio di Cherasco e poi la pace di Parigi (15 maggio), che sanzionava la cessione alla Francia di Nizza, della Savoia, del Genevese e di alcune fortezze (di conseguenza, Carlo Felice cambiò il ducato del Genevese con il titolo di marchese di Susa, assegnatogli con lettere patenti datate 19 giugno 1796).
Vittorio Amedeo III morì nell'ottobre dello stesso anno e gli succedette il principe di Piemonte come Carlo Emanuele IV di Savoia. I rapporti di Carlo Felice con il fratello, ora re, mai stati cordiali, peggiorarono ancora, dal momento che il sovrano teneva i fratelli all'oscuro dei principali affari di Stato.
Dopo due anni di regno, Carlo Felice assistette agli eventi culminati nella forzata rinuncia di Carlo Emanuele IV all'esercizio dell'autorità regia sopra gli Stati sardi di terraferma. Con il re e con tutta la famiglia reale, la sera del 9 dicembre 1798 lasciò Torino e all'alba del 3 marzo 1799, sempre al seguito della corte, sbarcò a Cagliari.

### Viceré di Sardegna

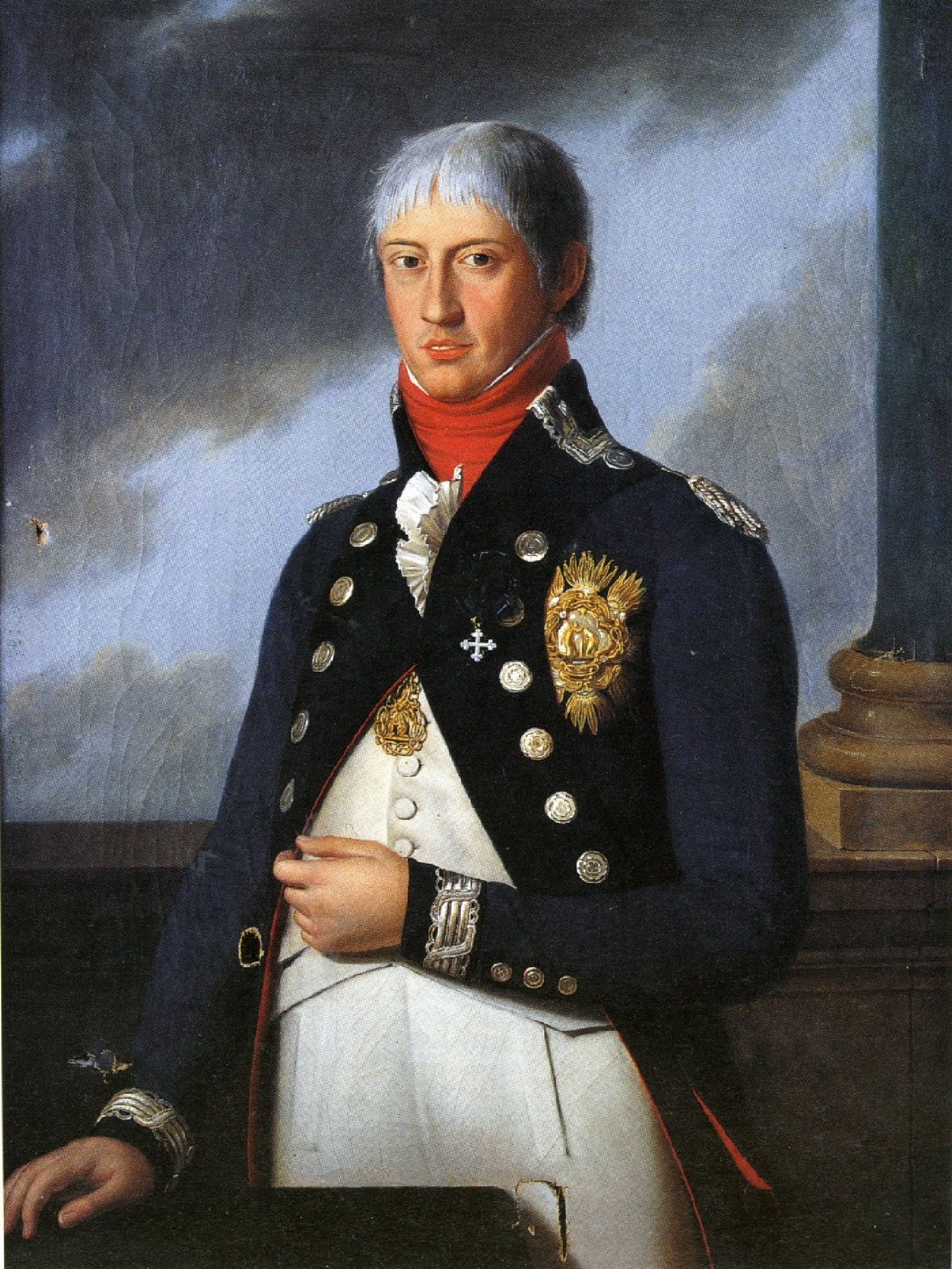
Carlo Felice

Quando Carlo Emanuele IV di Savoia abdicò, non avendo avuto figli, il 4 giugno 1802 lasciò il trono a Vittorio Emanuele, il quale tuttavia non prese possesso dei domini in Sardegna e preferì affidarli a Carlo Felice, in qualità di viceré.
Il governo di Carlo Felice in Sardegna è ricordato nell'isola come alquanto rigido ed autoritario: infatti, l'isola, dopo i moti rivoluzionari sardi, aveva conosciuto un periodo di disordine, acuito dalla forte povertà, che aveva generato come conseguenza un aumento della delinquenza, che il viceré represse con notevole durezza tanto da scrivere al fratello, re, "Ammazza, ammazza, per il bene del genere umano".
Instaurò un vero e proprio regime militare, al punto che i sudditi sardi lo soprannominarono Carlo Feroce, di cui fu espressione la magistratura speciale della Vice-Regia Delegazione per l'istruttoria dei processi politici, la quale si attivò immediatamente contro il "capopopolo" Vincenzo Sulis, colpevole di nient'altro che di essersi sostituito all'inetto viceré nel domare i moti rivoluzionari, mortificando però, così, l'autorità costituita; quando il Sulis fu condannato a venti anni di carcere, il viceré giudicò la sentenza mite; inoltre, nel perseguire i "rei di stato", legittimò l'adozione di procedure militari ed ogni arbitrio di polizia, dallo spionaggio alla censura epistolare e alle taglie sugli indiziati.
Nella sua opera di riorganizzazione, tuttavia, dispiegò una notevole energia, riuscendo ad imbrigliare l'autonomia della magistratura e della burocrazia locale, di cui parimenti fermò l'assimilazione, che alienava non pochi consensi tra i sudditi e riuscì a correggere alcuni abusi del regime feudale.
Infatti, quando lo Stamento, il parlamento del regno, votò una contribuzione di 400.000 lire, il viceré esercitò non poche pressioni affinché fossero esentati i ceti più deboli, regolò le contestazioni in merito alla giurisdizione feudale tra feudatari e vassalli a vantaggio dei secondi; tuttavia, allo scoppio della rivolta antifeudale contro il duca dell'Asinara, che pure aveva rifiutato di conformarsi agli ordini del viceré, Carlo Felice decise di punire sia il nobile, che fu privato dei beni, sia gli artefici della rivolta.
Nonostante un quadro politico e sociale assai precario, il viceré fu in grado di apportare alcune migliorie allo sviluppo agricolo ed economico dell'isola; in questo periodo, infatti, furono istituiti una società agraria e un ufficio per l'amministrazione delle miniere e dei boschi appartenenti alla corona. Fu inoltre incentivata la raccolta delle olive e stipulati trattati commerciali allo scopo di creare sbocchi alla produzione locale; infine, Carlo Felice diede inizio a progetti di sistemazione della rete stradale.

### Matrimonio e rientro a Torino

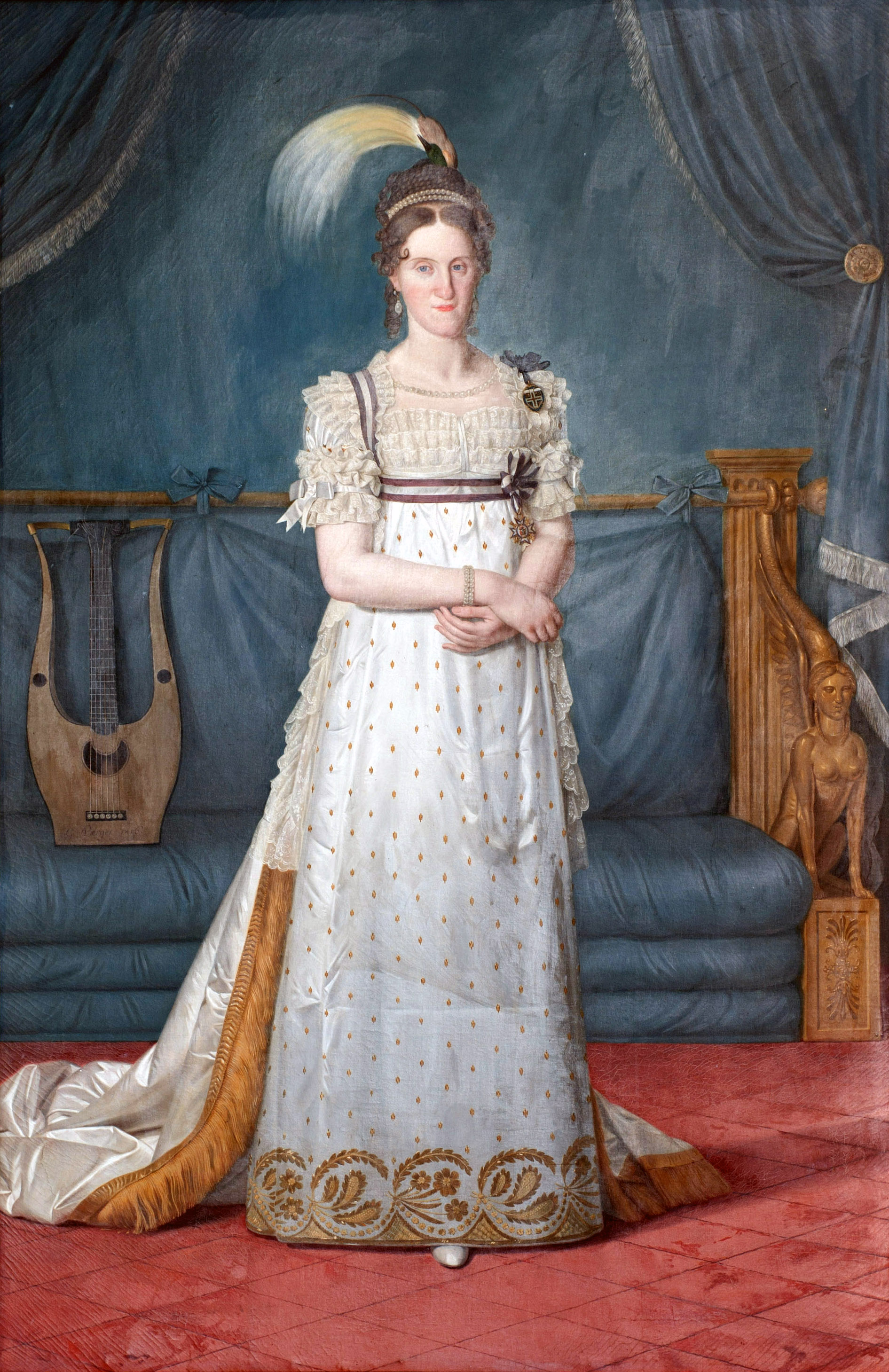
Maria Cristina di Borbone-Due Sicilie, moglie di Carlo Felice e regina di Sardegna

Il 7 marzo 1807, nella Cappella Palatina del Palazzo Reale di Palermo, sposò Maria Cristina di Borbone (17 gennaio 1779 - 11 marzo 1849), figlia di Ferdinando di Borbone re di Napoli e di Sicilia che, dopo il Congresso di Vienna, assumerà il titolo di re delle Due Sicilie, e di Maria Carolina d'Austria.
Il matrimonio, che in origine aveva incontrato l'opposizione dell'interessato, era stato arrangiato per impellenti esigenze dinastiche. Infatti, poiché né Carlo Emanuele né Vittorio Emanuele avevano avuto figli maschi (l'erede del secondo era morto in Sardegna per una malattia), mentre il duca del Monferrato e il conte di Moriana erano deceduti, Carlo Felice diveniva l'erede presuntivo e pertanto era importante che avesse almeno lui dei figli maschi.

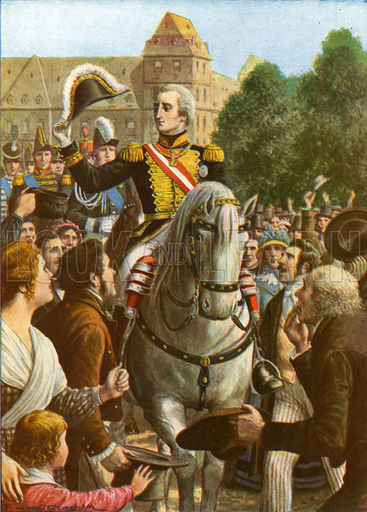
L'ingresso trionfale di Vittorio Emanuele I di Savoia a Torino

Tuttavia, sebbene il matrimonio con Maria Cristina fosse armonioso, la di lei sterilità impedì tali progetti e obbligò Vittorio Emanuele a considerare la successione di Carlo Alberto, principe di Carignano, discendente da un ramo collaterale di Casa Savoia.
Dopo la caduta di Napoleone ed il rientro di Vittorio Emanuele a Torino (20 maggio 1814), Carlo Felice lo seguì per un breve periodo, per poi ritornare l'anno seguente in Sardegna con la moglie, mantenendo formalmente la carica di viceré sino al 1821, sebbene facesse rientro alla corte di Torino dopo breve tempo.

### Rivoluzione del 1821

#### Premessa
A seguito dei moti di Cadice del 1820, re Ferdinando VII di Spagna fu costretto a riconcedere la costituzione del 1812 e in molti Stati europei si accese così la speranza di ottenere analoghe concessioni dai rispettivi sovrani. Moti insurrezionali scoppiarono a Napoli e a Palermo.
I primi segnali di crisi si verificarono l'11 gennaio del 1821, quando a Torino, durante una recita a teatro, quattro studenti furono fermati dalla polizia poiché portavano berretti rossi con fiocco nero, simbolo della Carboneria. I giovani opposero resistenza e furono arrestati provocando un esteso tafferuglio.
L'indomani tutti gli studenti e molti docenti, sdegnati per l'accaduto, protestarono, reclamarono la scarcerazione dei fermati e, non avendola ottenuta, si chiusero dentro l'Università. Il governo fu costretto ad inviare l'esercito. Sebbene non ci fossero stati morti, i feriti furono assai numerosi e gli eventi precipitarono.
Nacque, infatti, un collegamento tra le proteste e la società segreta dei "Federati", i cui esponenti Santorre di Santarosa, Giacinto Provana di Collegno, Carlo Emanuele Asinari di San Marzano e Guglielmo Moffa di Lisio (tutti militari, funzionari o figli di ministri) e Roberto d'Azeglio incontrarono il 6 marzo Carlo Alberto: pronti ad agire, avevano identificato nel principe l'uomo nuovo di Casa Savoia, colui che avrebbe rotto con un passato di assolutismo.
Programma dei congiurati non era quello di mettere in discussione la dinastia sabauda, ma anzi quello di indurla ad attuare riforme di natura politica e sociale per poi dichiarare la guerra all'Austria, che si riteneva possibile anche alla luce dei sentimenti profondamente anti-austriaci del sovrano, Vittorio Emanuele I.
Per fare ciò, i congiurati, approfittando dell'assenza di Carlo Felice che, ritenevano, avrebbe potuto indurre il fratello Vittorio ad opporsi ai loro disegni, intendevano sollevare l'esercito, circondare il castello di Moncalieri dove dimorava il re e imporgli di concedere la costituzione, nonché di dichiarare guerra all'Austria. Il ruolo di Carlo Alberto sarebbe stato quello di mediatore fra i congiurati e il sovrano; egli, tuttavia, la mattina seguente ebbe un ripensamento e tentò di sganciarsi dalla congiura che, tuttavia, non disconobbe.

#### Inizio della rivolta

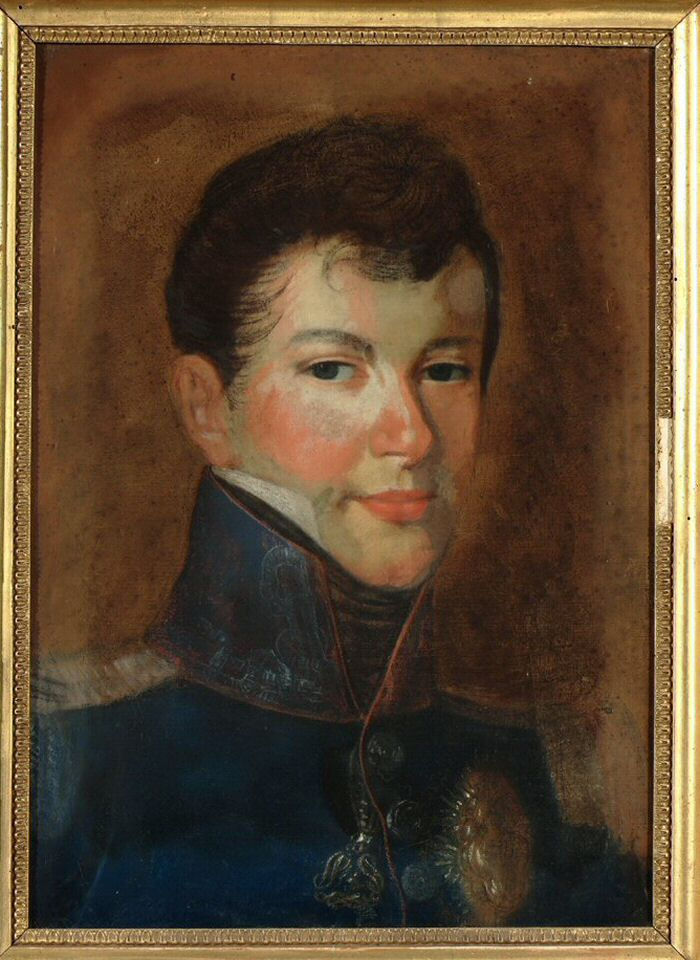
Carlo Alberto di Savoia

I congiurati però si insospettirono e diedero disposizioni per annullare l'insurrezione che doveva scoppiare il 10: lo stesso giorno Carlo Alberto, completamente pentito, corse a Moncalieri da Vittorio Emanuele I, svelandogli ogni cosa e chiedendo perdono; nella notte la guarnigione di Alessandria, comandata da uno dei cospiratori (Guglielmo Ansaldi), si ribellò e occupò la città. I rivoluzionari a questo punto, benché abbandonati dal principe, decisero di agire.

#### Abdicazione di Vittorio Emanuele e reggenza di Carlo Alberto

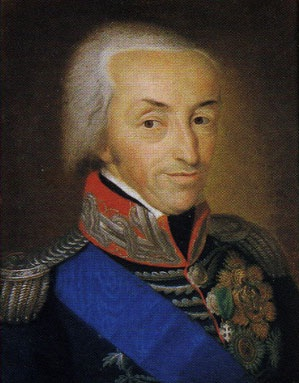
Vittorio Emanuele I

Domenica 11 marzo 1821 il re Vittorio Emanuele I riunì il Consiglio della Corona, del quale faceva parte anche Carlo Alberto; tuttavia, data l'indecisione del monarca, non venne assunta alcuna decisione.
Il 12 la cittadella di Torino cadde nelle mani degli insorti: Vittorio Emanuele I inviò allora Carlo Alberto e Cesare Balbo a trattare con i Carbonari, che rifiutarono ogni contatto con i due. Così, la sera, il re, di fronte al dilagare della sollevazione militare, abdicò in favore del fratello Carlo Felice e, poiché quest'ultimo si trovava a Modena, fu nominato reggente Carlo Alberto.
L'abdicazione del sovrano, cui seguirono le dimissioni dei ministri di stato, provocò il caos, non solo poiché creava una crisi dinastica di cui le potenze non potevano disinteressarsi, ma anche perché divise l'esercito e la burocrazia, causando l'impossibilità di mantenere l'ordine interno.
Il reggente provò a reagire nominando un nuovo governo (l'avvocato Ferdinando Dal Pozzo (1768-1843) al Ministero dell'Interno, il generale Emanuele Pes di Villamarina alla Guerra e Lodovico Sauli d'Igliano agli Esteri) e cercò di trattare con i ribelli, ma non ottenne nulla.
Nell'impossibilità di prendere decisioni senza il consenso del nuovo re, Carlo Alberto inviò a Carlo Felice una relazione sugli avvenimenti, chiedendogli istruzioni, ma la lettera giunse al destinatario troppo tardi.
Infatti, nel timore di diventare oggetto del furore popolare, la sera del 13 marzo 1821, Carlo Alberto firmò il proclama che annunciava la concessione della costituzione spagnola, con riserva dell'approvazione del re.
Il giorno dopo, il reggente decise di formare una Giunta che avrebbe dovuto fare le veci del parlamento, davanti alla quale, due giorni dopo, giurò di osservare la costituzione di Spagna, la cui versione sabauda era stata emendata con alcune clausole pretese dalla consorte di Vittorio Emanuele I, Maria Teresa d'Asburgo-Este.

#### Intervento di Carlo Felice
A questo punto, Carlo Felice, che aveva appena ricevuto la lettera di Carlo Alberto con la notizia dell'abdicazione del fratello, decise di reagire. Sbatté la missiva in faccia al messo, ingiungendogli di non chiamarlo "Maestà", poi affermò che l'abdicazione, essendo stata estorta con la violenza, era da considerarsi nulla e infine comandò a questi: «Riferite al principe che, se nelle sue vene c'è ancora una goccia del nostro sangue reale, parta subito per Novara e attenda là i miei ordini».
Quanto alla costituzione spagnola, dichiarò nullo qualunque atto di competenza sovrana fatto dopo l'abdicazione del fratello e, senza muoversi da Modena, emanò il seguente proclama:
(A. Aquarone, La politica legislativa della Restaurazione nel regno di Sardegna, p. 159.)
Carlo Alberto, soverchiato dallo scoramento, fece quanto Carlo Felice gli aveva ordinato e, giunto a Novara, emanò un proclama con cui rinunciava alla reggenza e invitava tutti a sottomettersi a Carlo Felice che, il 29 del mese, gli fece giungere un dispaccio con cui gli ordinava di partire con la famiglia per Firenze.
Esautorato Carlo Alberto, il re indirizzò diverse lettere a Francesco I d'Austria per sollecitare l'invio di un corpo di spedizione allo scopo di stroncare la rivolta.
Il 3 aprile Carlo Felice emanò un secondo proclama in cui, con grande rigore, prometteva perdono ai soldati e forti sanzioni agli ufficiali ribelli; ciò, in ultima analisi, impedì ogni possibilità di compromesso. Lo stesso Cancelliere Metternich, in un colloquio con Francesco IV di Modena, riferì che il memoriale era imprudente essendo stato scritto "avec animosité et passion et à la hâte".
I ribelli, infatti, consci che non restavano altre vie, marciarono su Novara, dove si erano radunate le truppe fedeli al re sotto la guida del generale Vittorio Sallier de La Tour e, inevitabilmente, convinsero Metternich ad intervenire.
L'8 aprile si arrivò allo scontro (a Novara-Borgo Vercelli) con le truppe del La Tour e poi con quelle del generale austriaco Ferdinando Bubna, che occuparono Vercelli e Alessandria (11 aprile), mentre il La Tour, che aveva ottenuto i pieni poteri da parte del sovrano, occupava Torino il 10 aprile.
Il 19 aprile, nonostante le contrarie pressioni rivoltegli per ragioni diverse dagli imperatori di Russia e d'Austria, dal Metternich, da Carlo Alberto, da Francesco IV e dallo stesso Carlo Felice (che aborriva all'idea di ritrovarsi re "grazie" a una rivoluzione), Vittorio Emanuele I ratificò la rinuncia al trono.
Pertanto, il 25 aprile, Carlo Felice assunse la dignità ed il titolo di re.

#### Repressione

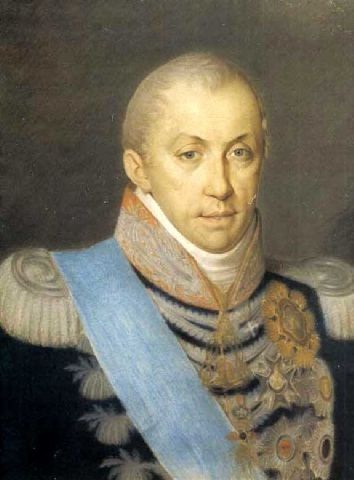
Carlo Felice di Savoia in un ritratto ottocentesco

Una volta ripreso il controllo della capitale, Carlo Felice, rimasto ancora a Modena, intavolò trattative con l'imperatore d'Austria al fine di ottenere il riconoscimento, nella sede del Congresso di Lubiana, del fatto che il re sarebbe potuto rientrare nel pieno possesso dei suoi stati come monarca assoluto e che gli austriaci sarebbero stati esclusi da ogni ingerenza nell'amministrazione dei territori in cui si erano stanziati.
In vista poi del congresso di Verona, temendo pressioni per modifiche costituzionali, ribadì nelle istruzioni ai propri rappresentanti all'estero che la repressione de "l'esprit révolutionnaire" invocata dal congresso di Lubiana spettava esclusivamente a lui e che egli era fermamente convinto di tale necessità e obbligo.
Poi, avendo deciso di restare a Modena, nominò luogotenente generale del Regno Ignazio Thaon di Revel, conte di Pralungo, e chiese che lo raggiungessero i responsabili degli Affari Esteri e degli Affari Finanziari, Giovanni Piccono della Valle e il marchese Gian Carlo Brignole.
Infine, diede inizio alla repressione, i cui termini sono descritti dal seguente stralcio dell'opera di Guido Astuti:
(G. Astuti, Gli ordinamenti giuridici degli Stati sabaudi, p. 544.)
Infatti, il sovrano istituì tre differenti giurisdizioni: un tribunale misto di militari e civili con il nome di Regia Delegazione e con attribuzioni penali, una Commissione militare per indagare sulla condotta degli ufficiali e dei sottufficiali, e una Commissione di scrutinio per indagare sulla condotta di tutti gli impiegati del regno.
La Regia Delegazione emise, dal 7 maggio al primo ottobre, 71 condanne a morte, 5 condanne alla galera perpetua, 20 condanne a pene tra i 5 e i 20 anni. Dopo il suo scioglimento, i Senati pronunciarono altre 24 condanne a morte, altre 5 all'ergastolo e 12 a detenzioni da 15 a 20 anni. La Commissione militare alla fine di ottobre aveva destituito 627 ufficiali.
La Commissione di scrutinio, articolata in una commissione superiore e in sette giunte divisionali di scrutinio, operò numerose destituzioni e sospensioni di impiegati civili e di professori di ogni ordine di scuola, che furono particolarmente colpiti.
Infatti, anche per le istruzioni del ministro degli Interni, conte Roget de Cholex, fu chiusa l'università di Torino e molti professori subirono severe ammonizioni anche perché, scrisse il sovrano in una lettera al fratello Vittorio Emanuele (9 maggio 1822): "Tutti quelli che hanno studiato all'Università sono del tutto corrotti: i professori sono da detestare, ma non c'è modo di sostituirli perché tutti coloro che sanno qualcosa non valgono più di loro. Insomma, i cattivi sono tutti istruiti e i buoni sono tutti ignoranti".

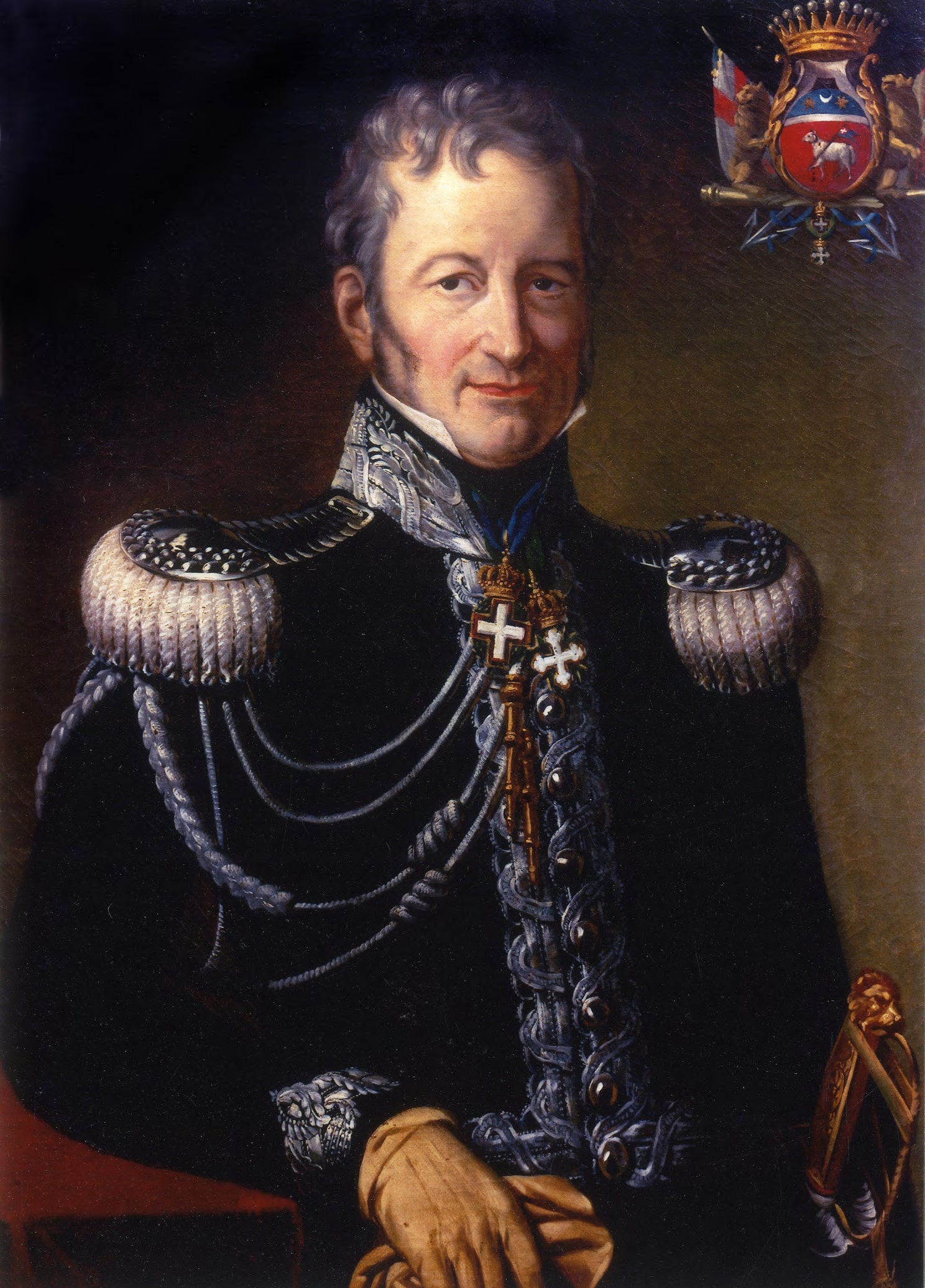
Il governatore di Genova, ammiraglio Giorgio Des Geneys

In ogni caso, sebbene al clima plumbeo instaurato si accompagnasse l'abitudine alla delazione, e la diversità di idee politiche divenisse pretesto per vendette private, generando forti lacerazioni sociali e familiari, le autorità regie, specie il governatore di Genova, ammiraglio Giorgio Des Geneys, non ostacolarono affatto la fuga dei compromessi, tanto che furono solo due le condanne a morte effettivamente eseguite.
Inoltre, da un rapporto del conte di Agliè, risulta che Carlo Felice non smise mai di passare segretamente dei sussidi agli esuli che aveva fatto condannare in contumacia e Brofferio attesta che, quando il re seppe che uno di questi sussidi andava ai congiunti di uno dei due patrioti che il tribunale aveva fatto giustiziare nel 1821, raddoppiò la somma.
La repressione ebbe finalmente termine il 30 settembre del 1821, quando Carlo Felice emanò un indulto in favore di quanti erano stati implicati nei moti, escludendo, però, da tale beneficio capi e promotori, fiancheggiatori e quanti si fossero resi colpevoli di omicidio o estorsione; pochi giorni dopo, il sovrano rientrava a Torino.

### Regno

#### Politica interna

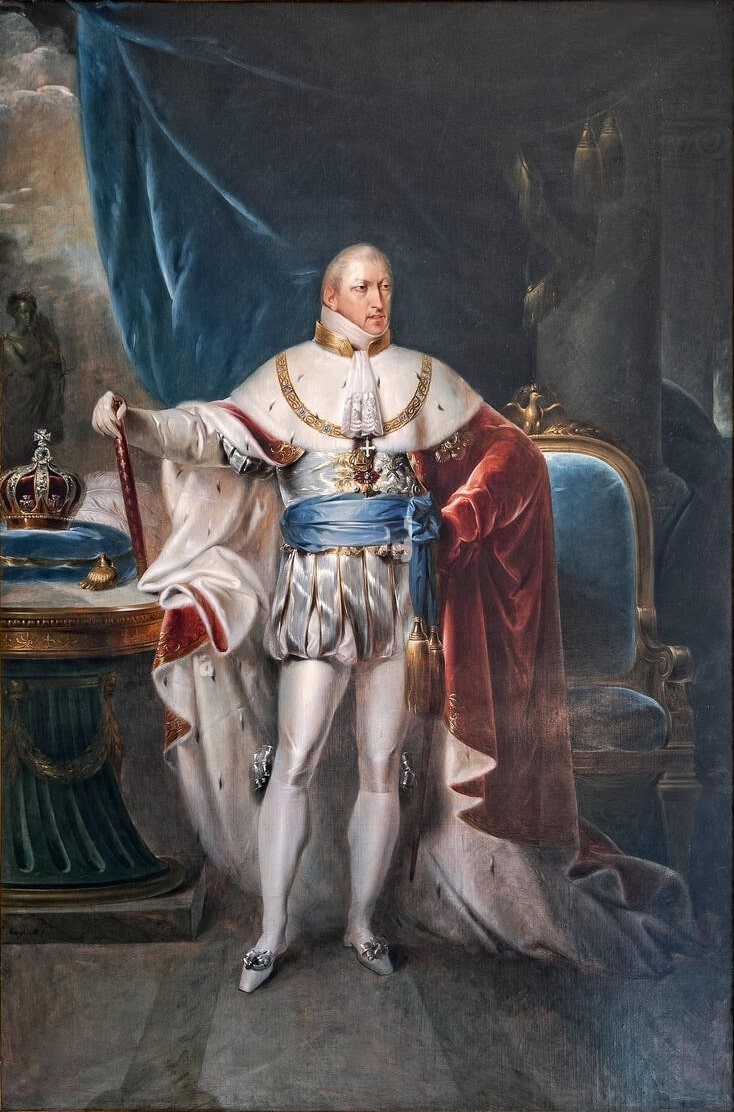
Re Carlo Felice di Savoia nelle vesti regali.

Non avendo mai aspirato al trono e non amando particolarmente i torinesi che, ai suoi occhi, si erano macchiati di tradimento verso la dinastia appoggiando prima Napoleone e poi i moti costituzionali, Carlo Felice non fu molto presente come re né partecipò alla vita sociale della capitale.
In effetti, risiedeva a Torino solo quando era aperta la stagione teatrale e il resto del tempo lo trascorreva in continui soggiorni in Savoia, nel nizzardo, a Genova, una delle sue residenze favorite, e nei castelli di Govone e Agliè, che aveva ricevuto in eredità dalla sorella Maria Anna.
A causa di ciò, il re preferiva delegare ampi compiti ai suoi ministri, in particolar modo al conte Roget de Cholex, ministro degli Interni, riservandosi un compito di supervisione; quanto al suo governo, questo è il giudizio che diede Massimo d'Azeglio:
(Massimo d'Azeglio, citato in Montanelli, L'Italia Giacobina e Carbonara, p. 344.)
Ciononostante, il re non fu del tutto insensibile alle esigenze di riforme e certamente si distinse nella difesa dello stato piemontese dalle ingerenze pontificie o straniere.
Infatti, limitò i privilegi e le esenzioni della Chiesa che apparivano lesivi dell'autorità dello Stato: abolì (quasi completamente) il diritto d'asilo nei luoghi sacri, ammise la citazione degli ecclesiastici come testimoni davanti ai tribunali laici e impose il visto civile per catechismi, lettere pastorali, libri sacri.

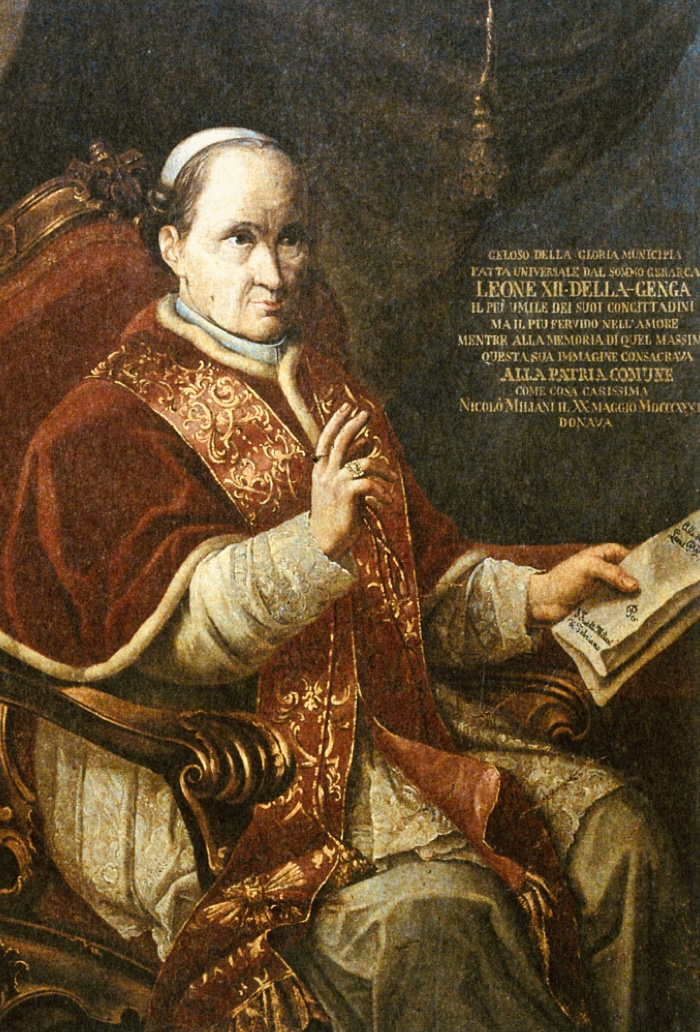
Papa Leone XII

Quanto al problema dei beni ecclesiastici secolarizzati nel 1792 (con il consenso del Papa) e poi dai Francesi (con iniziativa unilaterale), il re affidò il compito a una consulta straordinaria composta da funzionari ed esponenti del clero. 
Le proposte, recate nel dicembre 1827 a papa Leone XII dall'ambasciatore straordinario Filiberto Avogadro di Collobiano, furono esaminate da una congregazione di cardinali che, però, respinse alcuni aspetti finanziari e il principio della disponibilità da parte dello stato dei beni. Pertanto, il 1º aprile 1828, il re convocò un nuovo congresso al quale raccomandò flessibilità sulle questioni finanziarie e rigidità sulle proposte di principio; l'accordo raggiunto venne approvato il 14 maggio 1828 dalla Santa Sede.
Importante fu, inoltre, l'attività di riforma legislativa che ebbe inizio con gli editti del 16 luglio 1822 per il riordino delle ipoteche, del 27 agosto 1822, che unificò il diritto penale militare, e del 27 settembre 1822 per la riforma del sistema giudiziario e che si concluse con le Leggi civili e criminali pel Regno di Sardegna, 16 gennaio 1827, che sostituivano le normative per il regno di Sardegna ormai datate alla Carta de Logu.
(E. Genta, Eclettismo giuridico della Restaurazione, pp. 357-362.)
Infatti, se anche Vittorio Emanuele aveva attuato una rigida controrivoluzione, abrogando acriticamente tutte le disposizioni compiute dai francesi dopo l'abdicazione di Carlo Emanuele IV, riteneva che lo Stato non potesse rimanere sordo alle voci della maggioranza dei suoi sudditi, i quali chiedevano leggi conformi alla ragione e alle esigenze dei tempi. Si poneva, quindi, la necessità di una qualche riforma che colmasse le lacune.
Così il 27 settembre 1822 Carlo Felice, dopo aver ristabilito la pubblicità delle ipoteche e codificato il diritto penale militare, promulgò l'editto sulla riforma dell'ordinamento giudiziario civile che, però, escluse la Sardegna.
L'editto aboliva gran parte delle giurisdizioni speciali (come quella per i delitti di gioco d'azzardo o quella portuale), istituiva 40 tribunali collegiali di prefettura (da cui dipendevano 416 giudicature di mandamento), competenti in primo grado, divisi in quattro classi, secondo l'importanza dei luoghi e affidando a speciali membri di questi tribunali l'istruzione dei processi; veniva mantenuta la giurisdizione penale e civile del Senato di Torino e quella fiscale della Corte dei Conti.
Inoltre, si adottava il doppio grado di giurisdizione, eliminando la pluralità degli appelli e veniva istituita la figura dell'avvocato fiscale con funzioni di pubblico ministero.

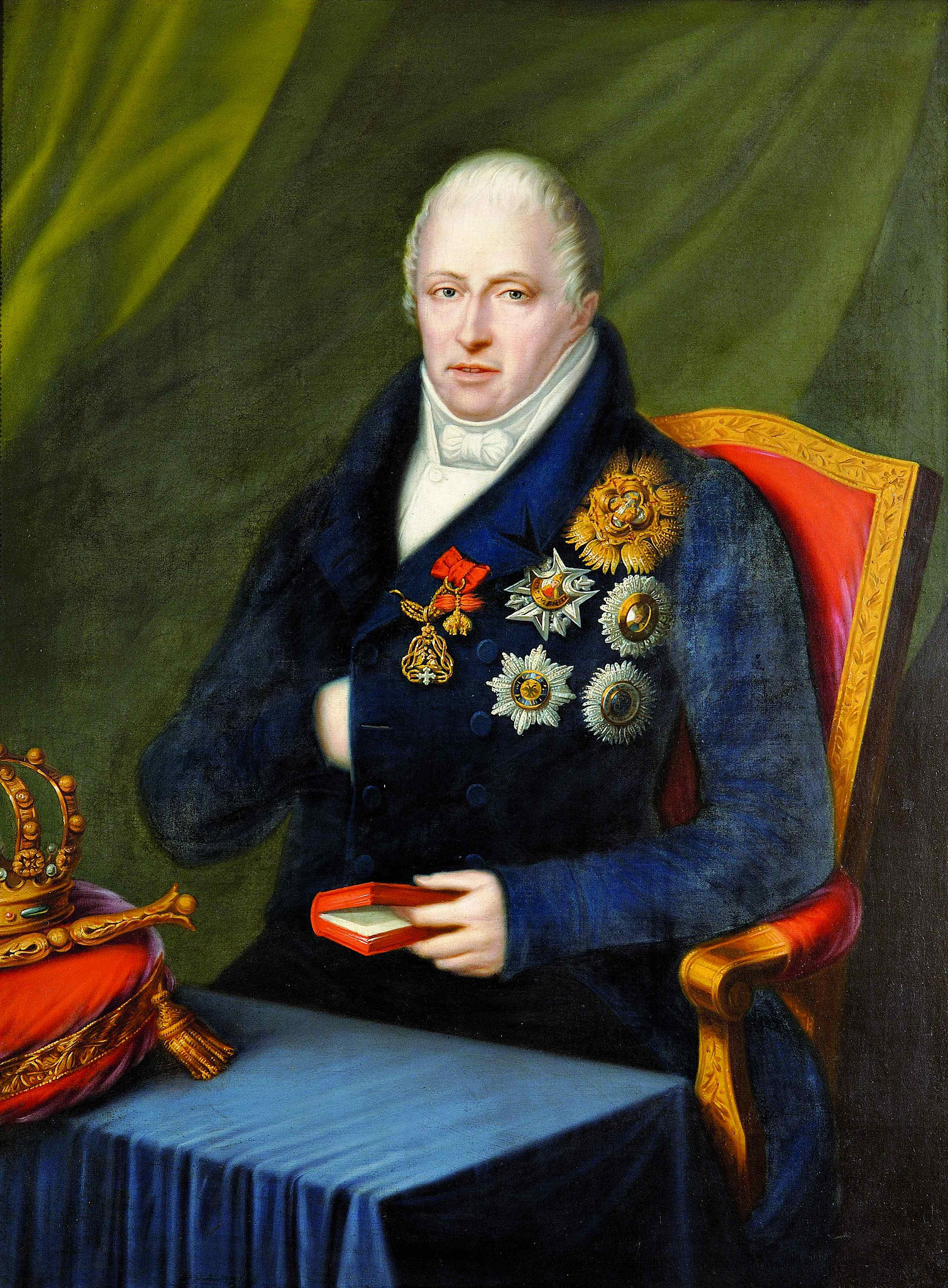
Ritratto di Carlo Felice di Savoia, 1825

Infine, rese gratuito il diritto di azione, almeno tendenzialmente: sostituiva all'antico sistema delle sportule, tasse giudiziarie assai gravose, computate al valore della causa, che costituivano la retribuzione dei magistrati, con un regolare sistema di stipendi a carico del bilancio dello Stato.
Altra importante innovazione fu il Corpo delle leggi civili e criminali del Regno di Sardegna promulgato il 16 gennaio 1827 e che è dovuto principalmente all'azione del conte de Cholex; preparato a Torino dal Consiglio supremo di Sardegna, il progetto fu poi esaminato da un'apposita commissione sarda e poi dalla Reale Udienza di Sardegna e fu il risultato di una selezione delle fonti insulari e delle continentali, tanto nazionali quanto straniere.
Gli aspetti più nuovi riguardavano il campo del diritto penale, con l'abolizione del "guidatico" (impunità a delinquenti che avessero catturati altri delinquenti) e delle "esemplarità" (atroci esacerbazioni della pena capitale, come lo squartamento dei cadaveri e la dispersione delle ceneri), con le restrizioni nella comminazione della pena di morte, con l'affermazione del concetto di proporzionalità della pena al reato e la distinzione tra reato tentato e reato commesso.
Infine, fu abolita la tratta degli schiavi e fu stabilito che qualunque persona si fosse trovata in cattività su una nave battente bandiera sarda ottenesse la libertà.

#### Iniziative economiche
Pur afflitto da difficoltà economico-finanziarie e caratterizzato da un rigido protezionismo, il regno di Carlo Felice non fu privo di iniziative nel campo dei servizi e delle opere pubbliche.
Infatti fu potenziata la rete statale delle infrastrutture grazie alla costruzione della strada da Cagliari a Porto Torres, oggi Strada statale 131 Carlo Felice, e della Genova-Nizza oltre che ai ponti sul Bormida e sul Ticino (quest'ultimo completato nel 1828).

Nel 1823 furono conclusi anche i lavori della strada per collegare Genova a La Spezia.
Importanti furono gli interventi edilizi cittadini: il porto di Nizza fu ampiamente restaurato, Genova ottenne il teatro, intitolato a Carlo Felice, mentre Torino poté vantare un imponente progetto di sistemazione urbanistica di cui è esempio il ponte sulla Dora, piazza Carlo Felice, canali sotterranei, i portici di piazza Castello e diversi sobborghi.

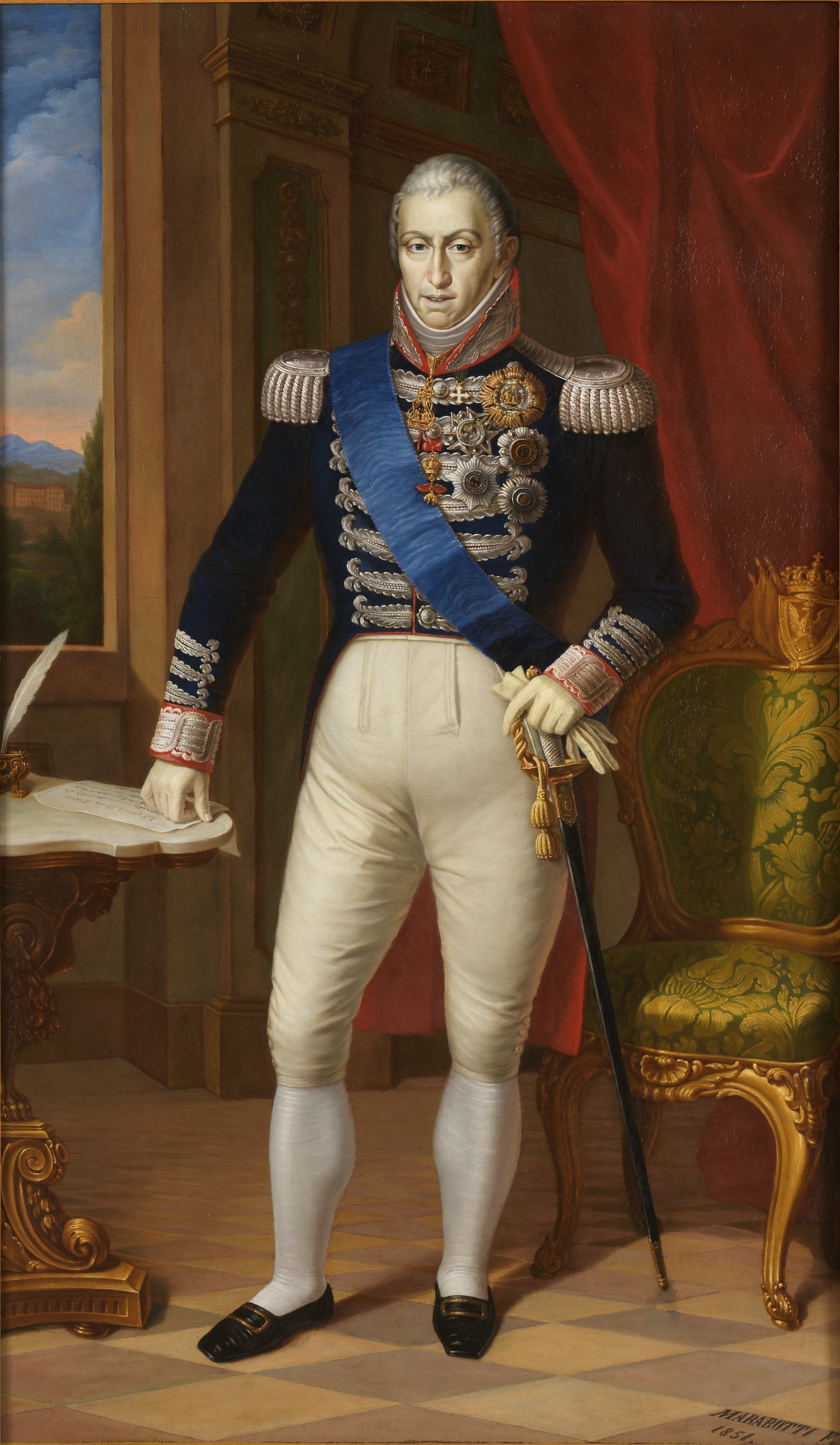
Carlo Felice di Savoia, ritratto da Francesco Marabotti nel 1851, Reggia di Venaria

Inoltre, Carlo Felice non trascurò il settore siderurgico di cui si era già occupato in qualità di viceré e neppure quello creditizio e assicurativo, il cui sviluppo fu assicurato con la creazione nel 1827 della Cassa di Risparmio di Torino e con la costituzione nel giugno del 1829 della Società Reale Mutua d'assicurazioni.
Infine, non mancarono interventi nel settore agricolo e manifatturiero, che furono incoraggiati con la concessione di diverse esenzioni e benefici fiscali e con la creazione di mostre espositive come quella del 1829, che vide la partecipazione di 500 espositori.

#### Politica estera

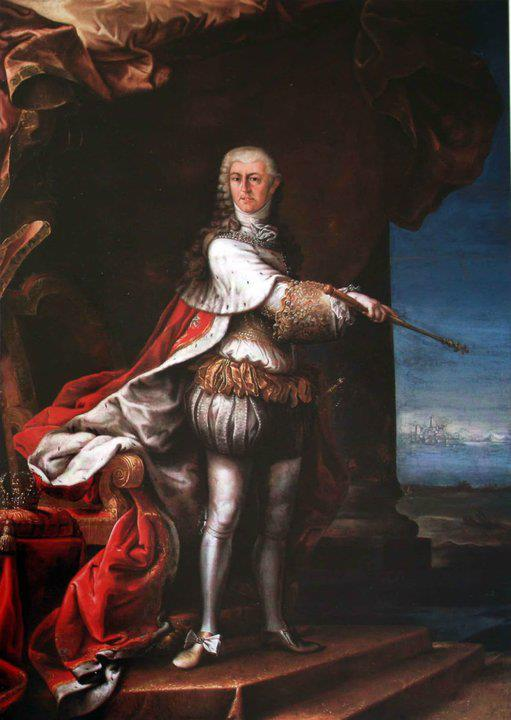
Re Carlo Felice nel 1821

In politica estera, Carlo Felice, benché prendesse in considerazione l'ipotesi di ingrandimenti territoriali, di fatto, non coltivò alcuna mira espansionistica e preferì dedicarsi agli interessi economici e commerciali dei suoi stati.
Infatti, nel 1821, mediatrici l'Austria e l'Inghilterra, stipulò con la Sublime porta un vantaggioso trattato di commercio.
Nel settembre del 1825, per indurre il baldanzoso bey di Tripoli all'osservanza del trattato firmato nel 1816 sotto gli auspici dell'Inghilterra, e al rispetto della bandiera sarda lungo le coste dell'Africa settentrionale, non rifuggì neppure da una dimostrazione di forza. Verso la fine del mese due fregate, "Commercio" e "Cristina", una corvetta, "Tritone", e un brigantino, "Nereide", al comando del capitano di vascello Francesco Sivori, comparvero davanti a Tripoli.

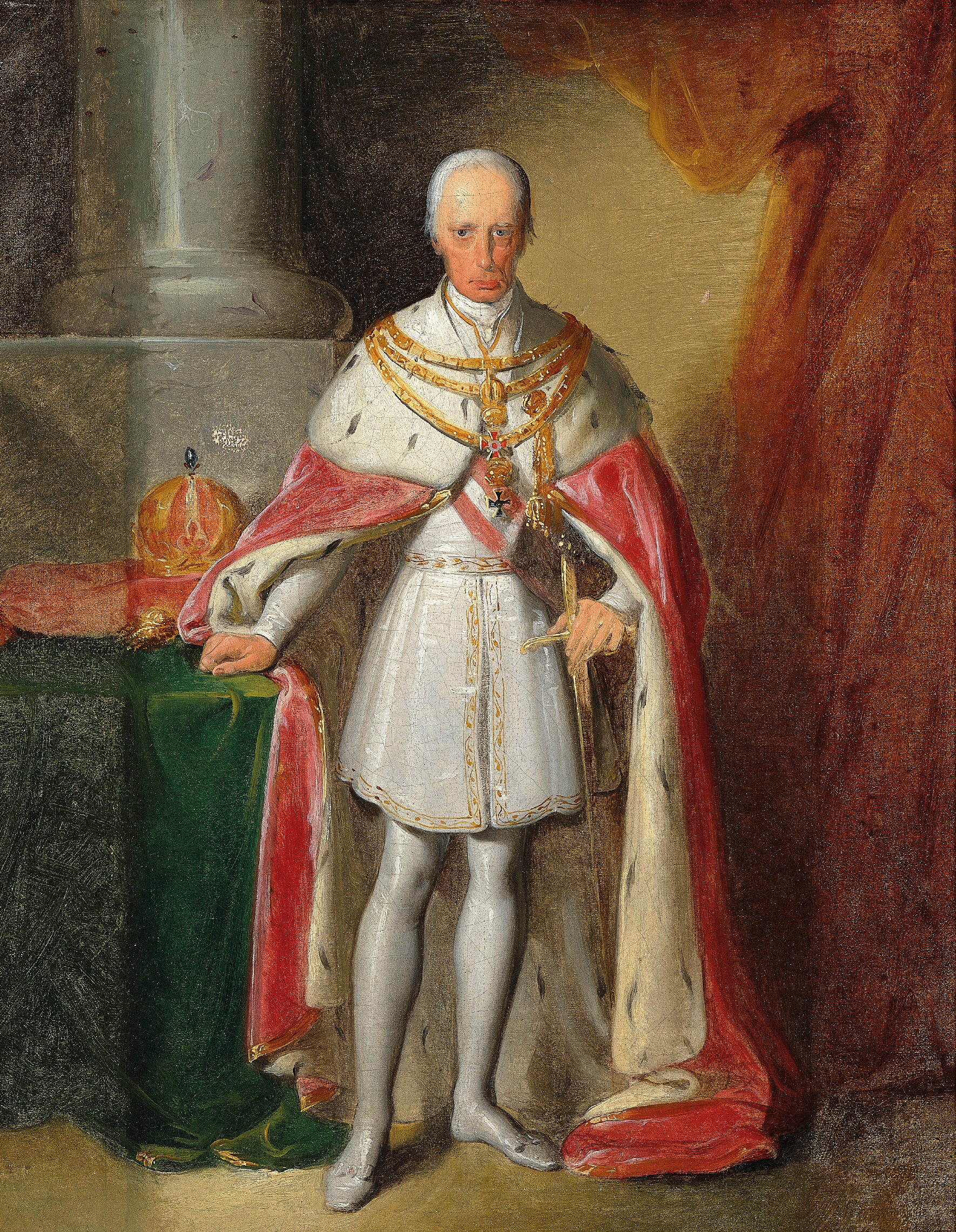
Francesco II d'Asburgo, imperatore d'Austria

Fallito un estremo tentativo di pressione sul bey, nella notte del 27 settembre 10 scialuppe sarde penetrarono nel porto e, incendiati un brigantino e due golette tripoline e sbaragliate o massacrate le truppe accorse in aiuto, costrinsero il nemico a venire a più miti consigli.
Nel 1828 terminò la costruzione di un ponte sul fiume Ticino all'altezza di Boffalora, opera iniziata dal fratello Vittorio Emanuele I qualche anno prima sulla base di un trattato con l'imperatore d'Austria, che regnava sull'altra sponda del fiume nel Regno Lombardo-Veneto.
Nel 1830 ordinò la ricostruzione del forte di Bard, potente baluardo antifrancese in Valle d'Aosta.

#### Mecenatismo

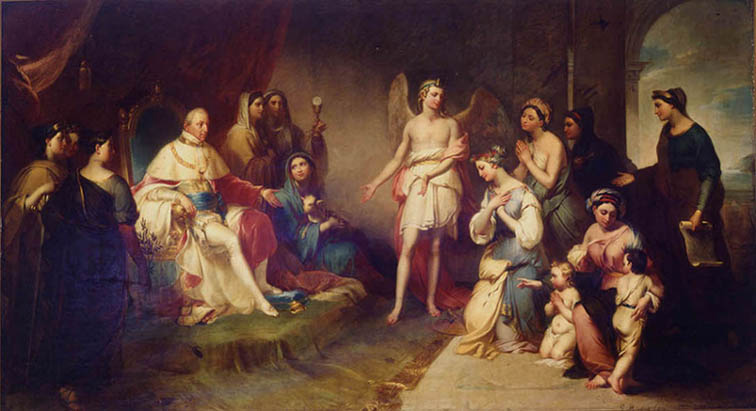
Carlo Felice munifico protettore delle Belle Arti di Giovanni Marghinotti

Innamorato dell'arte e della cultura, nel 1824 acquistò l'abbazia di Altacomba, dove erano sepolti molti dei suoi antenati e ne curò il progetto di restauro che affidò all'architetto Ernesto Melano.
Sarà sempre lui poi, nello stesso anno, ad acquistare buona parte della collezione che attualmente costituisce il Museo Egizio di Torino, ricevendo i reperti direttamente dal barbaniese Bernardino Drovetti, in quegli anni Console Generale di Francia in Egitto. La collezione venne poi destinata al palazzo dell'Accademia delle Scienze, ancora oggi sede del museo.
Infine, nel 1827 istituì anche la camera di commercio e la Scuola di Paleografia e Diplomatica, affiliata all'Accademia di pittura e scultura.

### Ultimi giorni, morte e successione

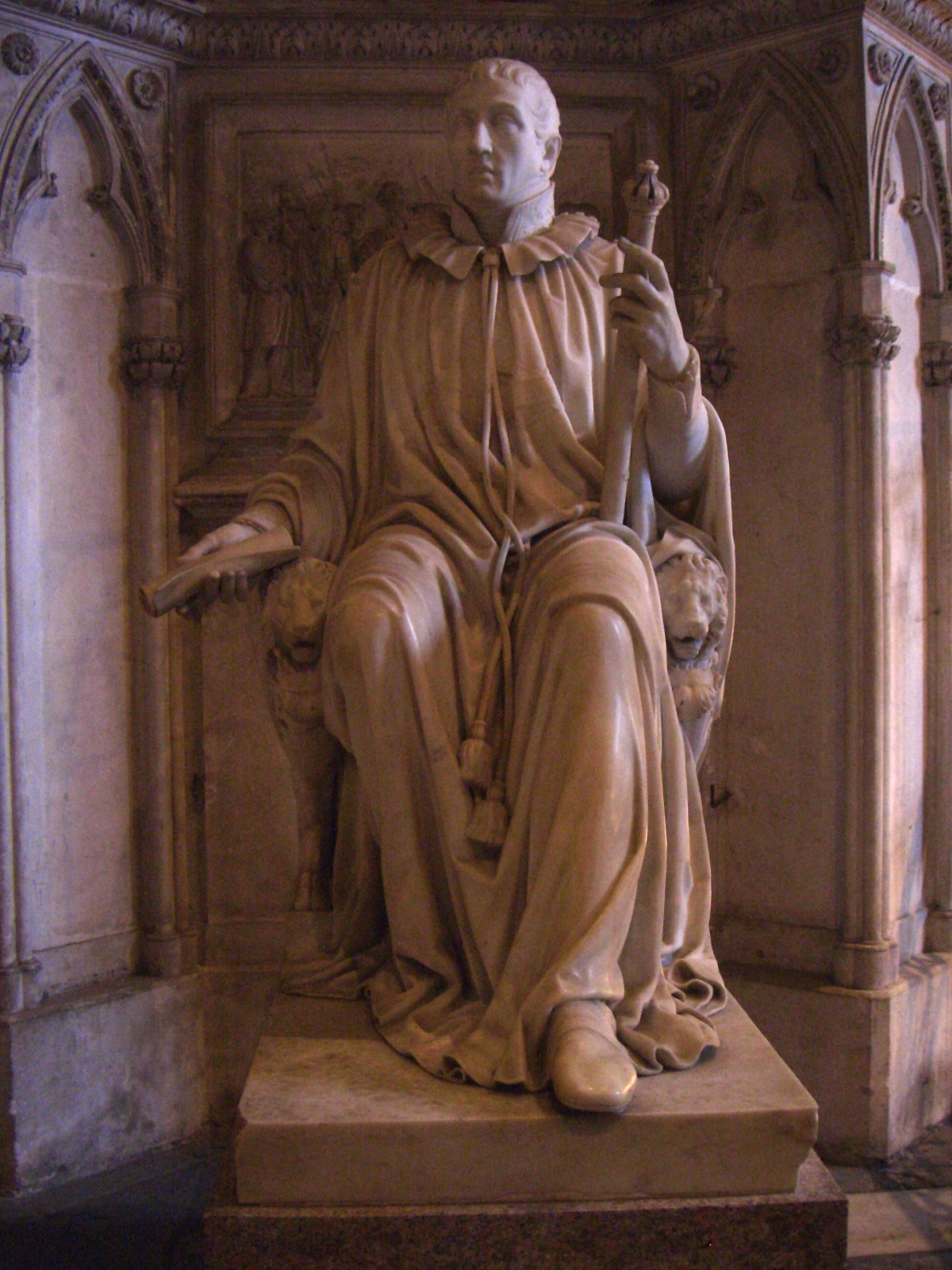
La tomba di Carlo Felice nell'Abbazia di Altacomba

Nell'aprile 1831 Carlo Felice scongiurò un’ulteriore cospirazione, ordita dagli appartenenti alla società segreta d'impronta massonica e liberale dei Cavalieri della Libertà.
Morì il 27 aprile 1831 a Torino, presso Palazzo Chiablese e volle essere sepolto nell'abbazia di Altacomba in Savoia, dove nel 1849 verrà sepolta anche la moglie. Con Carlo Felice, senza eredi dal proprio matrimonio, si estingue il ramo principale dei Savoia. La corona reale passerà al ramo dei Savoia-Carignano con Carlo Alberto, suo successore.
La scelta di Carlo Alberto quale suo successore fu, almeno in un primo momento, una scelta non facile per Carlo Felice, soprattutto perché il cugino si era dimostrato particolarmente incline al liberalismo e ad amicizie filo-carbonare; tuttavia detta successione al ramo dei Savoia-Carignano, oltre a essere un passaggio obbligato, smise di essere motivo di fastidio e dispiacere per il re: accordò il suo perdono al principe di Carignano, che del resto aveva fatto di tutto per meritarlo, e sul letto di morte disse a costui: "Je meurs content de vous", indicandolo e benedicendolo poi come suo successore.

## Nella cultura di massa
Al suo nome è intitolato il Teatro Carlo Felice di Genova, per il quale lo stesso re aveva composto alcune pièces teatrali.
A Cagliari, in Piazza Yenne, è presente una sua statua monumentale in abiti da generale romano.
A lui sono dedicate la Strada Statale 131 in Sardegna, Piazza Carlo Felice a Torino e una piazza a Nizza, dove si trova anche una statua, eretta a ricordo delle opere da lui commissionate per la realizzazione del nuovo porto.
Così, Indro Montanelli descrisse il Re:
(Indro Montanelli, L'Italia giacobina e carbonara, pp. 350-351)

## Ascendenza
|                                       |                        |                                              | Genitori                                            |  |  | Nonni |  |  | Bisnonni           |  |  | Trisnonni         |  |
|                                       |                        |                                              |                                                     |  |  |       |  |  | Vittorio Amedeo II |  |  | Carlo Emanuele II |  |
|                                       |                        |                                              |                                                     |  |  |       |  |  | Vittorio Amedeo II |  |  | Carlo Emanuele II |  |
|                                       |                        | Maria Giovanna Battista di Savoia-Nemours    |                                                     |  |  |       |  |  | Vittorio Amedeo II |  |  |                   |  |
| Carlo Emanuele III                    |                        |                                              |                                                     |  |  |       |  |  | Vittorio Amedeo II |  |  |                   |  |
|                                       |                        | Anna Maria d'Orléans                         | Filippo I di Borbone-Orléans                        |  |  |       |  |  |                    |  |  |                   |  |
|                                       |                        | Anna Maria d'Orléans                         | Filippo I di Borbone-Orléans                        |  |  |       |  |  |                    |  |  |                   |  |
|                                       |                        | Anna Maria d'Orléans                         | Enrichetta d'Inghilterra                            |  |  |       |  |  |                    |  |  |                   |  |
| Vittorio Amedeo III                   |                        | Anna Maria d'Orléans                         |                                                     |  |  |       |  |  |                    |  |  |                   |  |
|                                       |                        | Ernesto Leopoldo d'Assia-Rheinfels-Rotenburg | Guglielmo d'Assia-Rotenburg                         |  |  |       |  |  |                    |  |  |                   |  |
|                                       |                        | Ernesto Leopoldo d'Assia-Rheinfels-Rotenburg | Guglielmo d'Assia-Rotenburg                         |  |  |       |  |  |                    |  |  |                   |  |
|                                       |                        | Ernesto Leopoldo d'Assia-Rheinfels-Rotenburg | Eleonora Maria di Löwenstein-Wertheim-Rochefort     |  |  |       |  |  |                    |  |  |                   |  |
| Polissena d'Assia-Rheinfels-Rotenburg |                        | Ernesto Leopoldo d'Assia-Rheinfels-Rotenburg |                                                     |  |  |       |  |  |                    |  |  |                   |  |
|                                       |                        | Eleonora di Löwenstein-Wertheim-Rochefort    | Massimiliano Carlo di Löwenstein-Wertheim-Rochefort |  |  |       |  |  |                    |  |  |                   |  |
|                                       |                        | Eleonora di Löwenstein-Wertheim-Rochefort    | Massimiliano Carlo di Löwenstein-Wertheim-Rochefort |  |  |       |  |  |                    |  |  |                   |  |
|                                       |                        | Eleonora di Löwenstein-Wertheim-Rochefort    | Polissena von Lichtenberg und Belasi                |  |  |       |  |  |                    |  |  |                   |  |
| Carlo Felice                          |                        | Eleonora di Löwenstein-Wertheim-Rochefort    |                                                     |  |  |       |  |  |                    |  |  |                   |  |
|                                       | Luigi, il Gran Delfino | Luigi XIV di Francia                         |                                                     |  |  |       |  |  |                    |  |  |                   |  |
|                                       | Luigi, il Gran Delfino | Luigi XIV di Francia                         |                                                     |  |  |       |  |  |                    |  |  |                   |  |
|                                       | Luigi, il Gran Delfino | Maria Teresa d'Asburgo                       |                                                     |  |  |       |  |  |                    |  |  |                   |  |
| Filippo V di Spagna                   | Luigi, il Gran Delfino |                                              |                                                     |  |  |       |  |  |                    |  |  |                   |  |
|                                       |                        | Maria Anna Vittoria di Baviera               | Ferdinando Maria di Baviera                         |  |  |       |  |  |                    |  |  |                   |  |
|                                       |                        | Maria Anna Vittoria di Baviera               | Ferdinando Maria di Baviera                         |  |  |       |  |  |                    |  |  |                   |  |
|                                       |                        | Maria Anna Vittoria di Baviera               | Enrichetta Adelaide di Savoia                       |  |  |       |  |  |                    |  |  |                   |  |
| Maria Antonia di Borbone-Spagna       |                        | Maria Anna Vittoria di Baviera               |                                                     |  |  |       |  |  |                    |  |  |                   |  |
|                                       |                        | Odoardo II Farnese                           | Ranuccio II Farnese                                 |  |  |       |  |  |                    |  |  |                   |  |
|                                       |                        | Odoardo II Farnese                           | Ranuccio II Farnese                                 |  |  |       |  |  |                    |  |  |                   |  |
|                                       |                        | Odoardo II Farnese                           | Isabella d'Este                                     |  |  |       |  |  |                    |  |  |                   |  |
| Elisabetta Farnese                    |                        | Odoardo II Farnese                           |                                                     |  |  |       |  |  |                    |  |  |                   |  |
|                                       |                        | Dorotea Sofia di Neuburg                     | Filippo Guglielmo del Palatinato                    |  |  |       |  |  |                    |  |  |                   |  |
|                                       |                        | Dorotea Sofia di Neuburg                     | Filippo Guglielmo del Palatinato                    |  |  |       |  |  |                    |  |  |                   |  |
|                                       |                        | Dorotea Sofia di Neuburg                     | Elisabetta Amalia d'Assia-Darmstadt                 |  |  |       |  |  |                    |  |  |                   |  |
|                                       |                        | Dorotea Sofia di Neuburg                     |                                                     |  |  |       |  |  |                    |  |  |                   |  |

## Monumenti e monete in onore di Carlo Felice

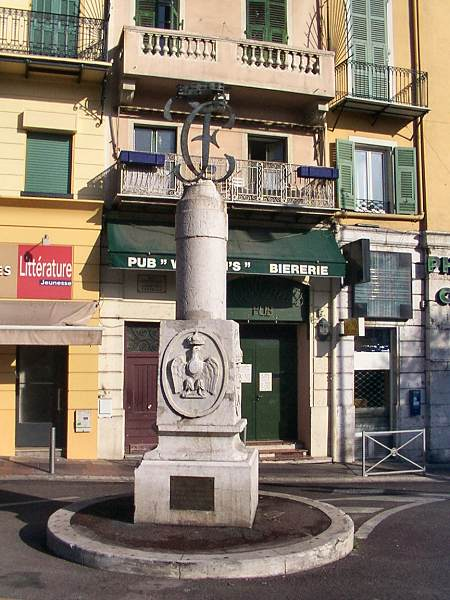
Stele in onore di Carlo Felice a Nizza
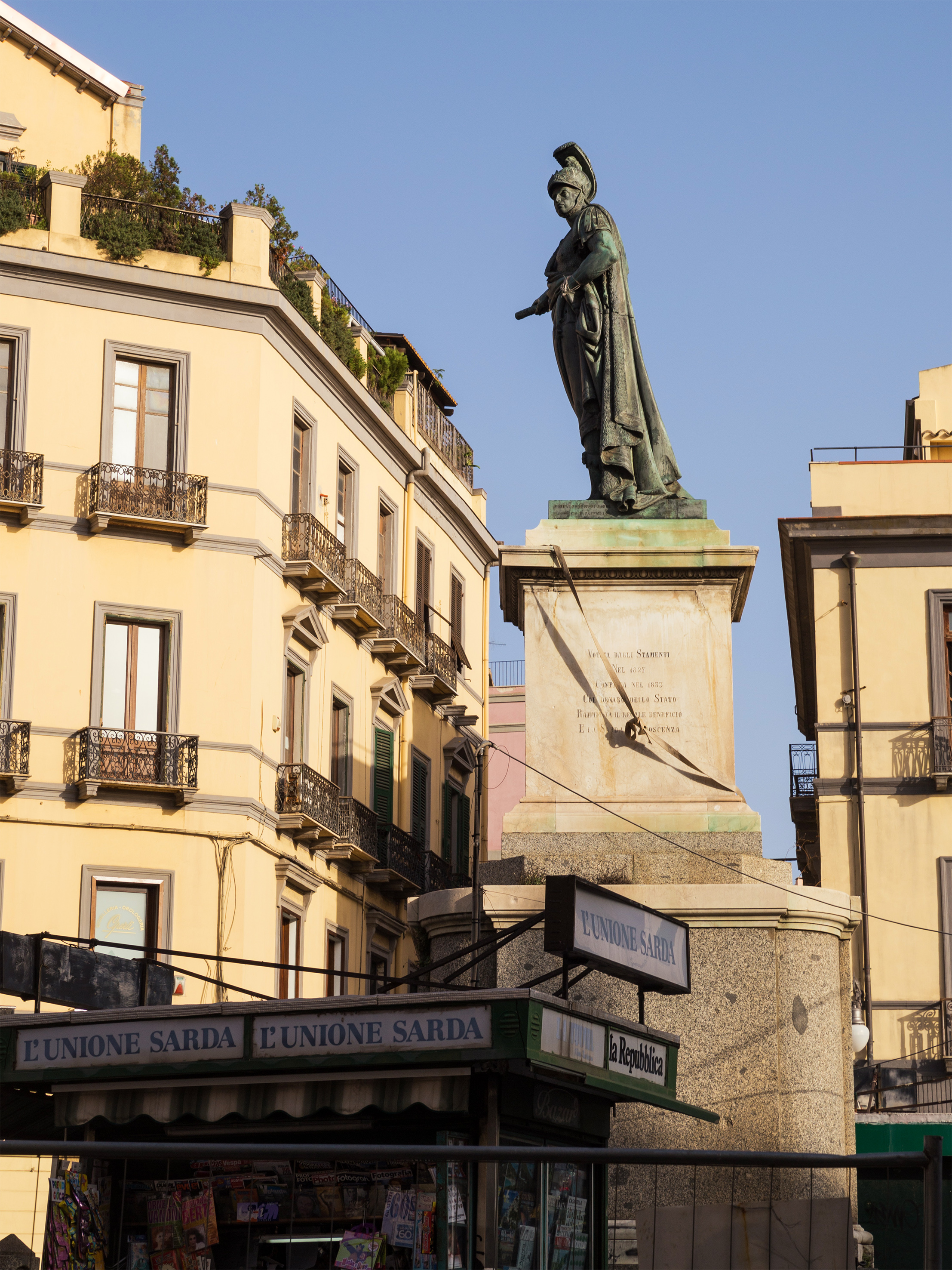
Monumento a Carlo Felice di Savoia a Cagliari
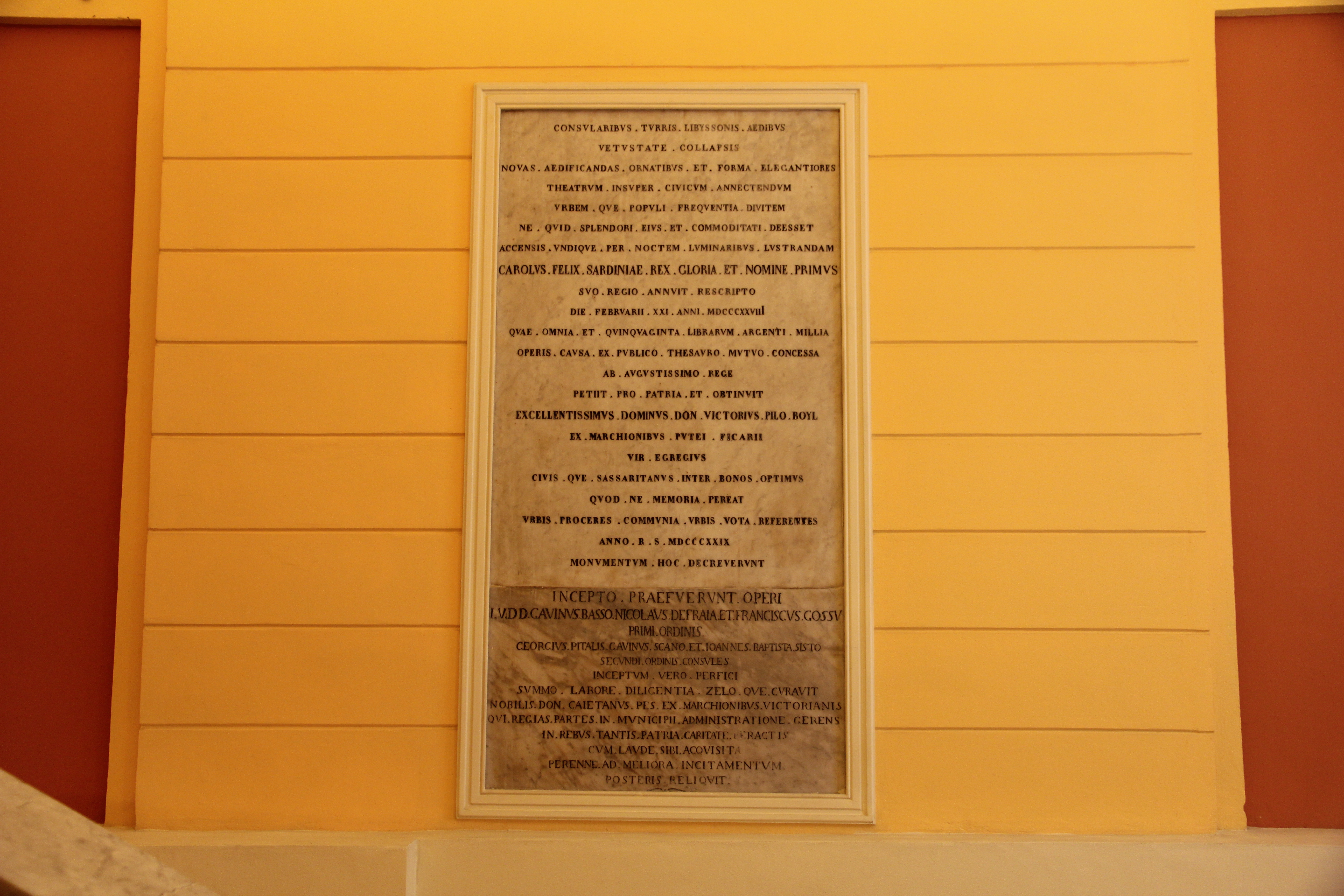
Placca in onore di Carlo Felice nel Teatro Civico di Sassari
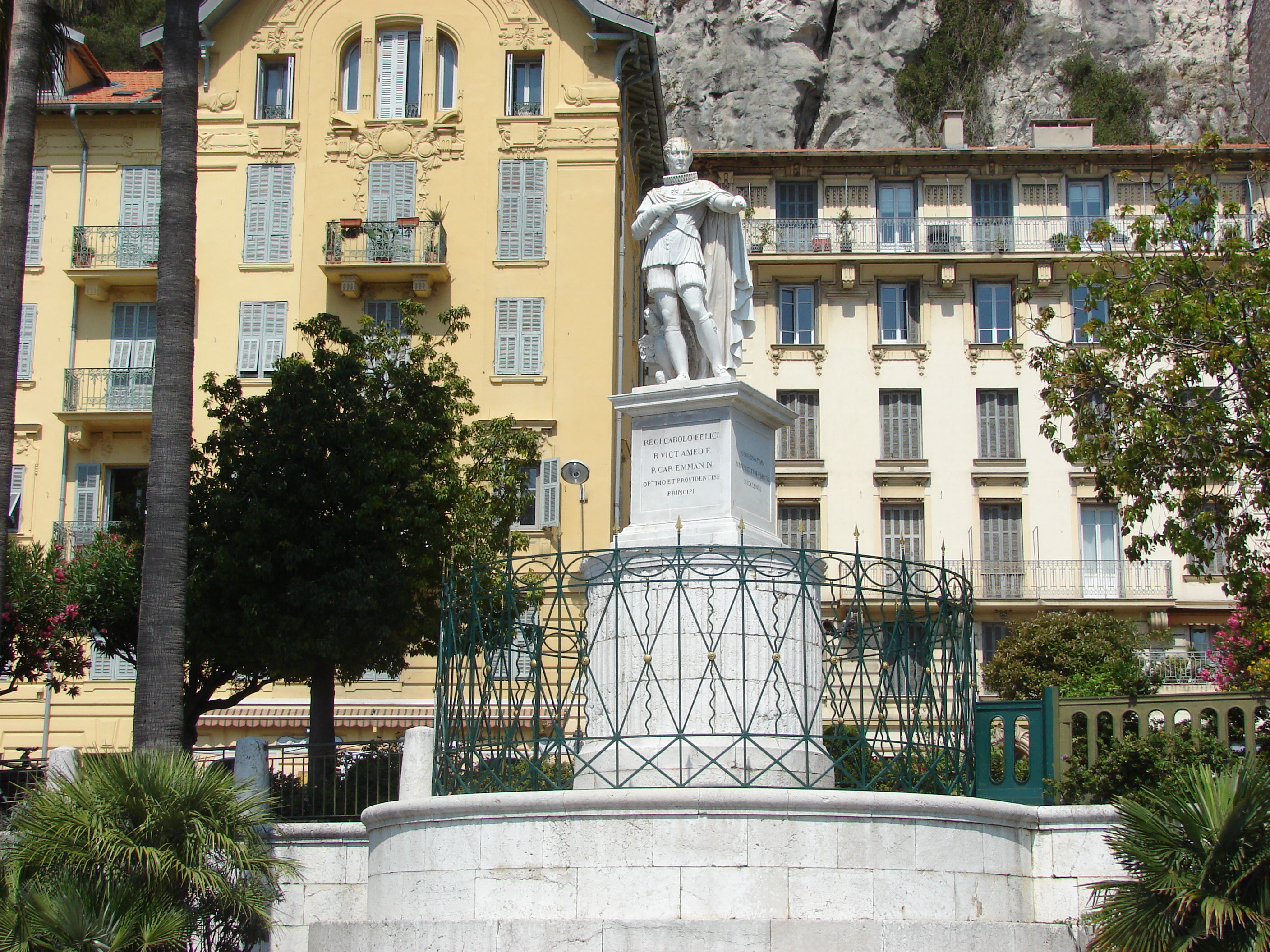
La statua di Carlo Felice in piazza Gueymer a Nizza. Essa domina il porto e guarda il mare.
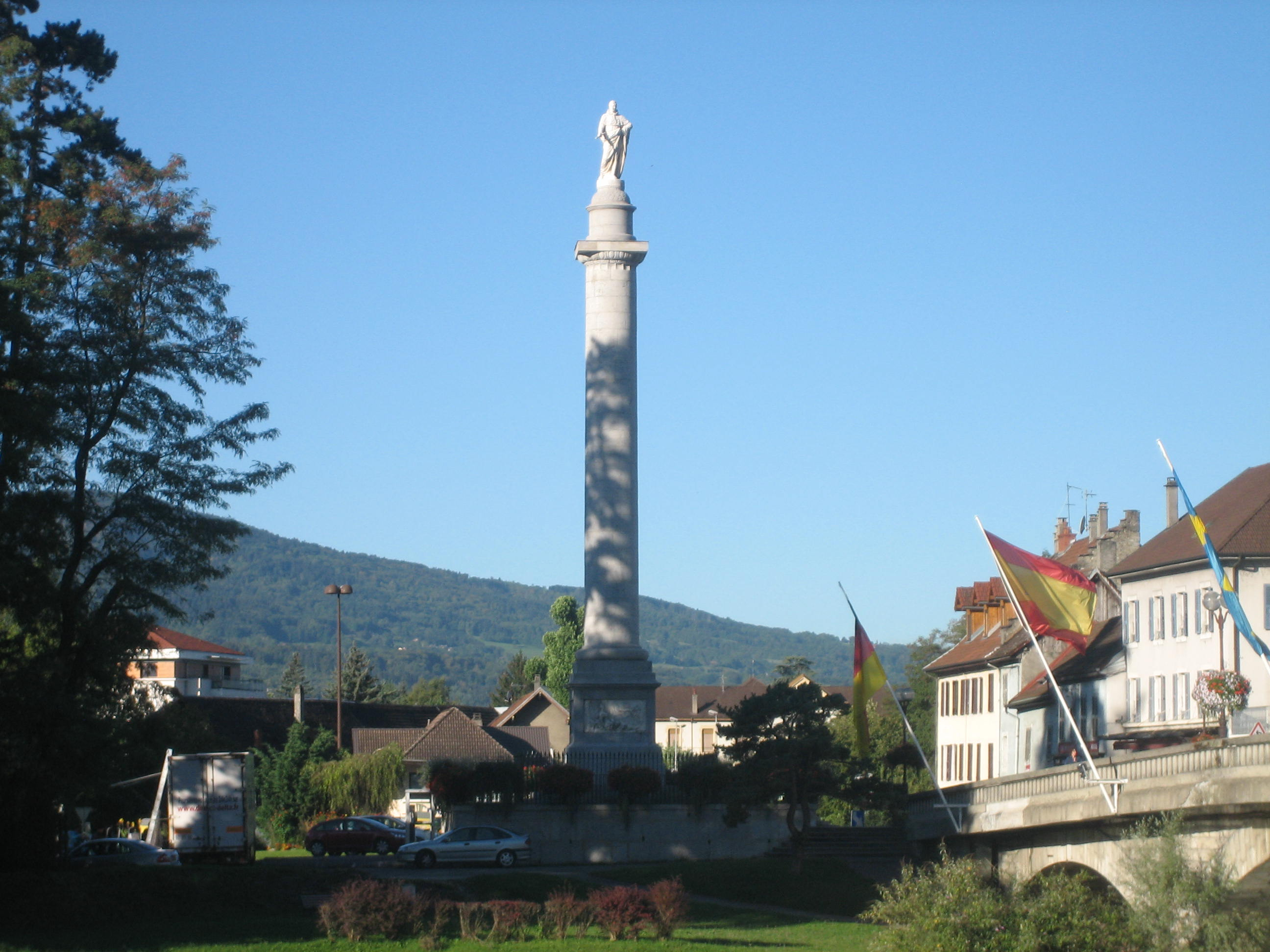
Colonna di Carlo Felice di Savoia a Bonneville. È alta 44 metri ed è stata costruita nel 1826 in onore del Re di Sardegna che aveva provveduto al contenimento dell'Arve
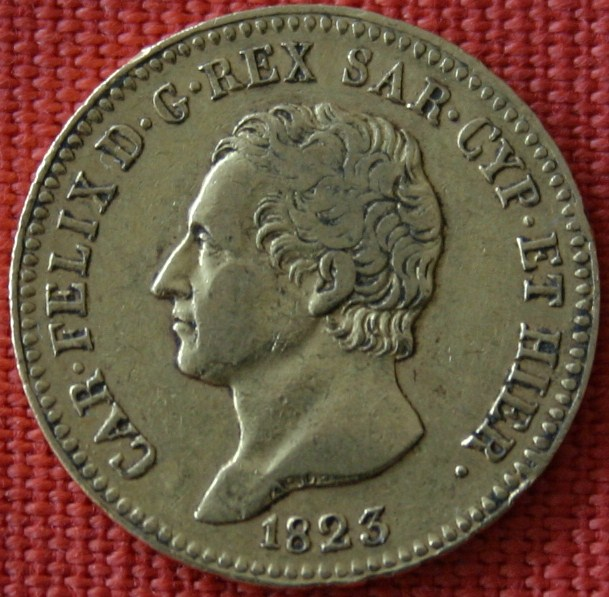
Moneta raffigurante Carlo Felice
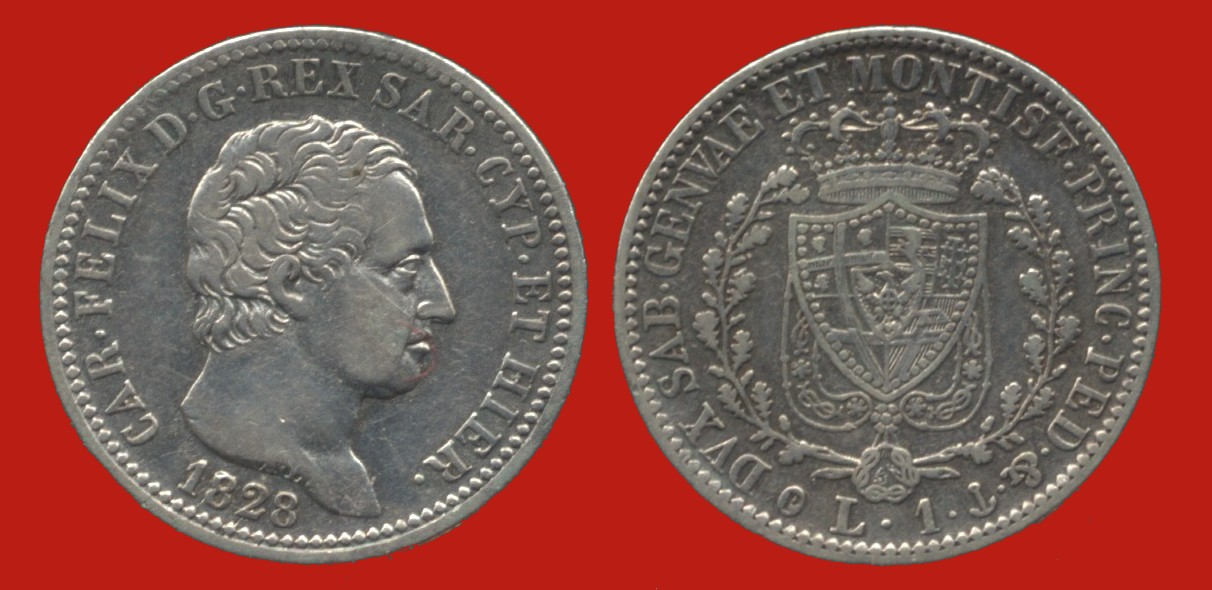
Carlo Felice ritratto su una moneta da 1 lira del 1828